# Universidad Estatal de Economía de los Urales
La Universidad Estatal de Economía de los Urales (en ruso: Уральский государственный экономический университет) es una institución de educación superior pública situada en la ciudad rusa de Ekaterinburgo, que imparte principalmente estudios económicos en variadas disciplinas, campos y especialidades, incluso en el ámbito del gobierno estatal y municipal. La universidad conforma parte de la Academia de Ciencias de Rusia. La universidad fue fundada el 10 de octubre de 1967. Actualmente la universidad cuenta con 7 facultades y aproximadamente 6.000 estudiantes.